# لیگ دسته اول فوتبال ارمنستان ۲۰۱۰
فصل ۲۰۱۰ لیگ دسته اول فوتبال ارمنستان در ۹ آوریل ۲۰۱۰ آغاز شد و در ۱۳ نوامبر ۲۰۱۰ به پایان رسید.

## نمای کلی
- باشگاه فوتبال آرارات ایروان از لیگ برتر فوتبال ارمنستان ۲۰۰۹ سقوط کرده بود، و تنها باشگاهی بود که توانایی صعود داشت.
- شنگاویت نماینده ذخیره‌های باشگاه فوتبال اولیس بود.

## جدول لیگ
| رتبه | تیم                           | بازی | برد | مساوی | باخت | گل زده | گل خورده | گل تفاضل | امتیاز | صعود                                  |
| ---- | ----------------------------- | ---- | --- | ----- | ---- | ------ | -------- | -------- | ------ | ------------------------------------- |
| ۱    | باشگاه فوتبال آرارات ایروان   | ۲۴   | ۱۷  | ۴     | ۳    | ۵۰     | ۱۹       | ۳۱+      | ۵۵     | صعود به لیگ برتر فوتبال ارمنستان ۲۰۱۱ |
| ۲    | باشگاه فوتبال اورارتو         | ۲۴   | ۱۶  | ۲     | ۶    | ۵۹     | ۳۵       | ۲۴+      | ۵۰     |                                       |
| ۳    | باشگاه فوتبال پیونیک          | ۲۴   | ۱۶  | ۲     | ۶    | ۵۲     | ۲۰       | ۳۲+      | ۵۰     |                                       |
| ۴    | باشگاه فوتبال گاندزاسار کاپان | ۲۴   | ۱۳  | ۵     | ۶    | ۳۷     | ۲۰       | ۱۷+      | ۴۴     |                                       |
| ۵    | باشگاه فوتبال شنگاویت         | ۲۴   | ۸   | ۷     | ۹    | ۴۲     | ۴۱       | ۱+       | ۳۱     |                                       |
| ۶    | باشگاه فوتبال میکا            | ۲۴   | ۷   | ۵     | ۱۲   | ۲۸     | ۴۴       | ۱۶−      | ۲۶     |                                       |
| ۷    | باشگاه فوتبال ایمپالس         | ۲۴   | ۵   | ۴     | ۱۵   | ۲۲     | ۴۱       | ۱۹−      | ۱۹     |                                       |
| ۸    | باشگاه فوتبال پیونیک          | ۲۴   | ۵   | ۳     | ۱۶   | ۲۲     | ۵۳       | ۳۱−      | ۱۸     |                                       |
| ۹    | باشگاه فوتبال شیراک           | ۲۴   | ۴   | ۲     | ۱۸   | ۱۸     | ۵۷       | ۳۹−      | ۱۴     |                                       |